# ۴۴ زن برزنجیر
۴۴ زن برزنجیر یک ستاره است که در صورت فلکی آندرومدا قرار دارد.